# 藤臣柊子
藤臣 柊子（ふじおみ しゅうこ、1962年3月31日 - ）は、日本のエッセイスト、漫画家。東京都出身。血液型はB型。

## 経歴・人物
1982年に『別冊フレンド』（講談社）にてデビュー。少女漫画家として活動していたが、現在はエッセイ漫画を中心に執筆している。結婚、労働、DV（ドメスティックバイオレンス）などの社会問題や、神経症などの健康問題について、ギャグ調の画風で解説している。自身もうつ病、双極性障害Ⅱ型、パニック障害を患っていると公表している。NHKテレビでのうつ病等の特集番組には、萩原流行らと共に出演もしている。
元夫は漫画家のいしかわじゅんで、夫婦仲が悪かったわけではないが、藤臣が精神病を患った際に「夫婦でいることが負担になり」離婚した。結婚当時、自身の作品の中で、本名が「いしかわまり」であることを明らかにしている（漢字表記は不明）。旧姓は宮本。
代表作に『人生とはなんだ』、『働くおねえさん』、『精神科に行こう!』（大原広軌と共著） など。
2004年以降は、過去の著作を文庫化したものや過去に連載していたものをまとめたもの中心に発売し、一時はまったくの新たな著作がほとんどない状態であったが、後の著作等の中で、2004年ごろから1,2年ほど精神的なものだけではなく、何らかの蓄積していたと思われる身体的な不調があったために休養状態であったことを明らかにしている。
2007年10月から翌年3月まで中日新聞、東京新聞に「しんどいときは 一歩ずつ」を連載した（後に加筆修正されたうえで文庫化され、2009年に『あしたもゆるりと一歩ずつ』として、中経出版より発売されている）。
2008年から2012年にかけて、ポプラ社のWEBサイトでコミックエッセイ「うつのち晴れ」を連載。2013年同社から「躁鬱なんです、私」の題で発売。
『痛快なりゆき番組 風雲!たけし城』に一般者として参加したことがある。
日本SF作家クラブ会員だったが2023年5月時点では退会している（元夫のいしかわじゅんも同様）。

## 作品リスト

### 少女漫画
- 愛しちゃった放課後（講談社 1985年）
- すてきにパニック（講談社 1986年）
- 勝手にパラダイス（講談社 1986年）
- マラソン少女の純情（白泉社 1987年）
- 君を乗せた船（主婦と生活社 1987年）
- くもりのちはれ（主婦と生活社 1988年）
- 限界恋心（主婦と生活社 1989年）
- 夏のクラクション（主婦と生活社 1989年）
- サマーガールの憂鬱（主婦と生活社 1989年）
- 週刊少年少女組（集英社 1990年）
- 新宿ミッドナイト（集英社 1990年）
- 気ままなジューシーカクテル（主婦と生活社 1991年）
- おんなの時間（集英社コバルト文庫 1991年）

### エッセイ漫画
- 『人生とはなんだ』（祥伝社 1993年）

『フィールヤング』で長期連載されていたシリーズ。このシリーズの単行本は、上記の単行本とは体裁を変えた「元祖・人生とはなんだ」の他、「人生とはなんだEX」「やっぱ人生とはなんだ」「そして人生とはなんだ」がある。2003年に双葉文庫で「美容と健康編」「旅と恋編」「こだわり編」の3巻に分けて発刊された。
- 『結婚っていいかもしれない』（ぶんか社、1994年）のち幻冬舎文庫（単行本のみ久美沙織との共著）
- 『結婚っていいかもしれない2』（ぶんか社、1994年）のち幻冬舎文庫
- 『働くおねえさん』（ぶんか社 1995年）のち幻冬舎文庫
- 『金井家の人々』（ぶんか社、1996年）のち光文社知恵の森文庫
- 『幸せな結婚しようね』（幻冬舎、1996年）のち文庫
- 『ひとりは楽しい！』幻冬舎文庫、1997年
- 『おつきあいの極意』（幻冬舎 1997年）まついなつきとの共著
- 『もっと働くおねえさん』（ぶんか社、1997年）のち幻冬舎文庫
- 『女どうし』幻冬舎文庫、1998年
- 『ブランドの花道』大原まり子共著 アスペクト 1998
- 『続・金井家の人々』（ぶんか社、1999年）のち幻冬舎文庫
- 『精神科に行こう!』（情報センター出版局 1999年）大原広軌との共著　のち文春文庫版
- 『みんな元気に病んでいる。 心がしんどい普通の人々』サンマーク出版 1999 のち光文社知恵の森文庫
- 『男と女のよくある話』（少年画報社 1999年）
- 『オレさま・ワタシさまってやつは。 この世にはびこる、あきれた人々』青柳和枝共著 サンマーク出版 2000
- 『病気じゃないよ、フツーだよ 神経科に行ってみよー』（二見書房 2000年）のち光文社知恵の森文庫
- 『先生だって悩んでる。』（ぶんか社 2000年）
- 『こんな出会いだっていいじゃない!! 新世紀のお見合い完全マニュアル』幸せ掴むぞ委員会共著 マガジンハウス 2001
- 『そして人生とはなんだ』祥伝社 2001
- 『お風呂大好き』秋田書店 2002
- 『とことん関西であそぼ!』ベストセラーズ 2002
- 『心がホッとする57の方法 だいじょうぶ!のんびりいこう』筑摩書房 2003　【改題】「だいじょーぶ、のんびりいこう 心の薬の処方箋」光文社知恵の森文庫
- 『開運!神社めぐり 日本の神さまと神話を知る旅』辰宮太一監修 絵と文 開運!神社めぐり（ワニブックス 2004年）
- 『日本一 温泉&アウトドア編』（幻冬舎 2005年）
- 『日本一 食べまくり&遊びまくり編』（幻冬舎 2005年）
- 『みんなネットで恋してる』河出書房新社 2005
- 『あしたもゆるりと一歩ずつ』中経の文庫 2009
- 『やっぱり今日も病んでいる (注)うつ病』ウェッジ 2009
- 『躁鬱なんです、私。』ポプラ社 2013

### 単行本
- やっぱり今日も病んでいる―(注)うつ病 (ウェッジ 2009年11月) ISBN 978-4-86310-060-2

### イラスト
小説
- 風をつかまえて 集英社文庫―コバルト・シリーズ）（著：久美沙織）
- SPEAK EASY（）の魚たち（角川スニーカー文庫）（著：久美沙織）
- 花の時間 鳥の時間（集英社文庫―コバルト・シリーズ）（著：久美沙織）
- あなたがとても好きだから（コバルト文庫） （著：久美沙織）
- くどき上手なピーターパン（集英社文庫―コバルトシリーズ）（著：一藤木杳子）
- こっちむいて!マイボーイ（ポプラ社文庫―TOKIMEKI BUNKO）（著：小室みつ子）
- 奥さまは雪少女（ケイブンシャ文庫―コスモティーンズ）（著：山崎晴哉）
- きみが好きだから（集英社文庫―コバルトシリーズ）（著：杉本りえ）
- 初恋 ア・ラ・カルト（集英社文庫―コバルトシリーズ）（著：杉本りえ）

小説以外
- ソメイヨシノは、実をつけない―新宿2丁目的青春（著：久美沙織、福島光生）
- 極私的通販大全―たのしみかたとトクしかた（著：久美沙織）
- 試してよかった!自然美容法（著：筏丸けいこ）
- 自然美容法 ここがポイント!（著：筏丸けいこ）
- ビクビクするのはやめようよ!―ADHDの人のための人間関係ガイド（著：白井由佳）